# Gemona del Friuli
Gemona del Friuli (tiếng Friuli: Glemone, tiếng Slovene: Humin) là một đô thị ở tỉnh Udine trong vùng Friuli-Venezia Giulia thuộc Ý, có cự ly khoảng 90 km về phía tây bắc của Trieste và khoảng 25 km về phía tây bắc của Udine. Tại thời điểm ngày 31 tháng 12 năm 2004, đô thị này có dân số 11.140 người và diện tích là 56,2 km².
Đô thị Gemona del Friuli có các frazioni (đơn vị cấp dưới, chủ yếu là các làng) Campagnola, Campolessi, Maniaglia, Ospedaletto, Godo, Centro Storico, Stalis, Taviele, và Taboga.
Gemona del Friuli giáp các đô thị: Artegna, Bordano, Buja, Lusevera, Montenars, Osoppo, Trasaghis, Venzone.